# Андерсон-Эммонс, Обри
Обри Андерсон-Эммонс (англ. Aubrey Anderson-Emmons; род. 6 июня 2007) — американская юная актриса, наиболее известная своей ролью Лили Такер-Притчетт в сериале «Американская семейка».

## Биография
Является дочерью американки корейского происхождения Эми Андерсон и Кента Эммонса. Её мать является комедианткой и актрисой, а её отец работает в СМИ. Родители находятся в разводе. Имеет сводную сестру Эшли Эммонс, которая проживает в штате Миссури.
С 2011 года снималась в ситкоме «Американская семейка» начиная с третьего сезона. Там она играла роль Лили Такер-Притчетт, девочку вьетнамского происхождения, усыновлённую американской однополой парой.
Стала самым юным участником церемонии вручения прайм-таймовой премии «Эмми» в 2012—13 годах.
Имеет вместе со своей матерью постоянные каналы на YouTube и FoodMania Review.

## Телевидение
| Год       | Название             | Роль                | Примечание |
| --------- | -------------------- | ------------------- | --- |
| 2011-2020 | Американская семейка | Лили Такер-Притчетт | Главная роль Награды: Премия Гильдии киноактёров США за лучший актёрский состав в комедийном сериале (2011) Премия Гильдии киноактёров США за лучший актёрский состав в комедийном сериале (2012) Премия Гильдии киноактёров США за лучший актёрский состав в комедийном сериале (2013) Номинации: Премия Гильдии киноактёров США за лучший актёрский состав в комедийном сериале (2014) Премия Гильдии киноактёров США за лучший актёрский состав в комедийном сериале (2015) Премия Гильдии киноактёров США за лучший актёрский состав в комедийном сериале (2016) |
| 2016      | Артур                | (озвучка)           | Эпизод: «Let’s Make a Choice/Something About Edward» |
| 2017      | Билл Най спасает мир | Играет саму себя    | Эпизод: «Это банановая диета» |